# Raïon d'Orativ
Le raïon d'Orativ (ukrainien : Оратівський район) est une subdivision administrative de l'oblast de Vinnytsia, dans l'Ouest de l'Ukraine. Son centre administratif est la ville d'Orativ.